# Uttar Mahammadpur
Uttar Mahammadpur là một thị trấn thống kê (census town) của quận Murshidabad thuộc bang Tây Bengal, Ấn Độ.

## Nhân khẩu
Theo điều tra dân số năm 2001 của Ấn Độ, Uttar Mahammadpur có dân số 6192 người. Phái nam chiếm 51% tổng số dân và phái nữ chiếm 49%. Uttar Mahammadpur có tỷ lệ 33% biết đọc biết viết, thấp hơn tỷ lệ trung bình toàn quốc là 59,5%: tỷ lệ cho phái nam là 42%, và tỷ lệ cho phái nữ là 24%. Tại Uttar Mahammadpur, 24% dân số nhỏ hơn 6 tuổi.